# Chinatown de Montreal

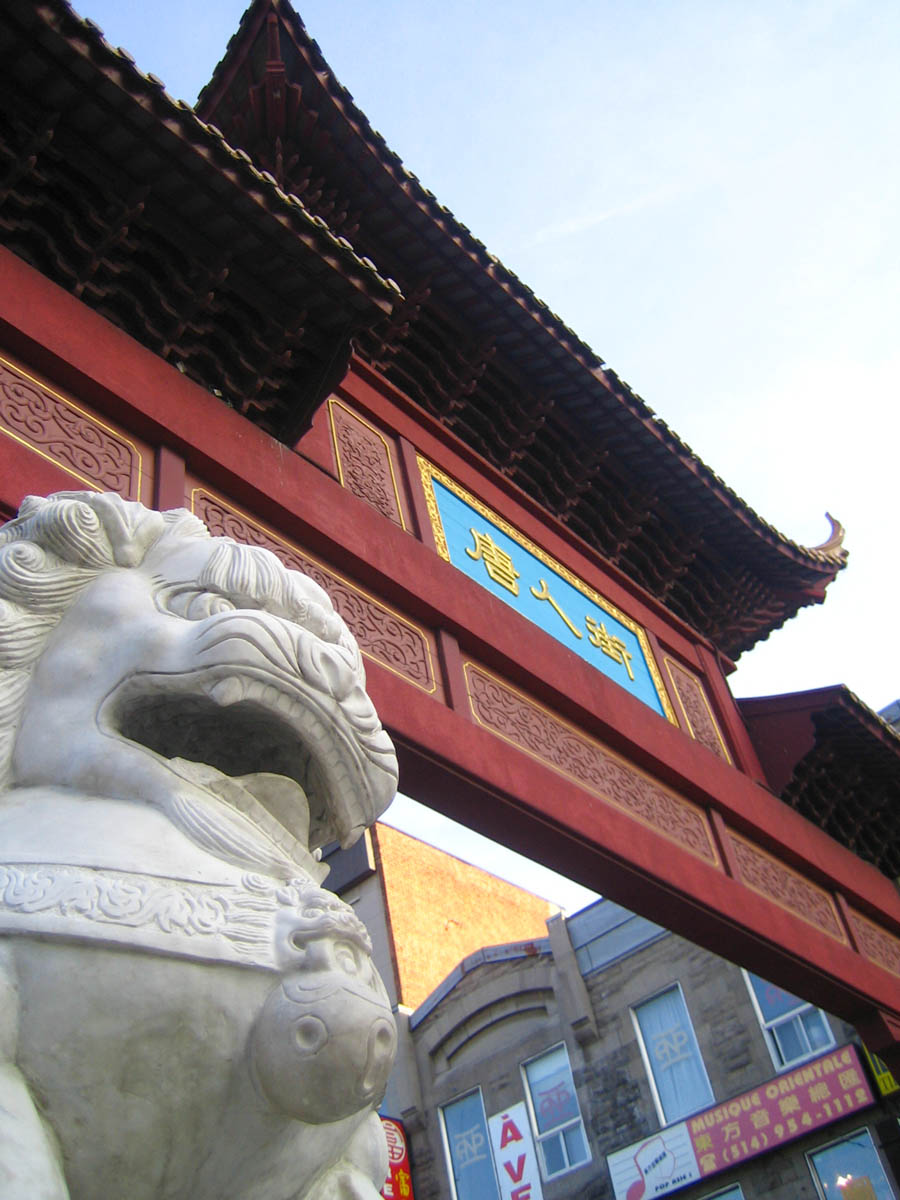
Portão de entrada do bairro chinês sobre o boulevard Saint-Laurent

A Chinatown de Montreal está situada entre a rua Viger, a rua Saint-Urbain, o boulevard René-Lévesque e o boulevard Saint-Laurent. A rua Gauchetière é uma rua de pedestres, onde encontram-se vários restaurantes e lojas. No cruzamento das ruas Gauchetière e Clarke, está o acesso à cidade subterrânea, bem como ao metrô de Montreal, estação Place-des-Arts, acessíveis pelo Complexo Guy-Favreau. A estação Place-d'Armes está situada entre o Quatier chinois (bairro chinês) e a Vieux-Montreal, próximo ao hotel da rede Holiday Inn, cuja arquitetura comporta elementos chineses.

## História

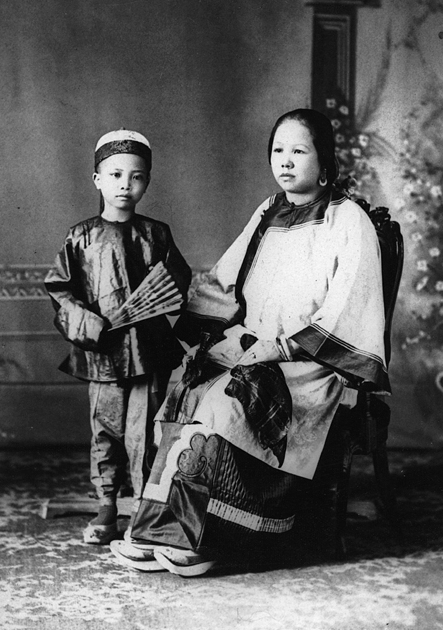
Senhora Wing Sing e seu filho, Montreal, 1890-1895

As origens da Chinatown (bairro chinês) de Montreal remontam aos anos 1860, época em que imigrantes chineses começaram sua história no Canadá contribuindo ao estabelecimento da estrada de ferro. Vindos em grante parte da Colúmbia Britânica e do sul da China, estes novos imigrantes, em sua maioria cantoneses, vão se estabelecendo neste setor da cidade, antes residencial. 
É em 1902 que a denominação Quartier chinois, francês para bairro chinês, designa oficialmente o quadrilátero do barrio Saint-Laurent de Montreal. Principalmente sobre a Rua Gauchetière, entre as ruas Chenneville e Clark, os primeiros imigrantes abrem suas lojas, restaurantes e armazéns. 
Em seguida, um fluxo de imigração asiática durante os enfrentamentos da Guerra Fria traz influências vietnamitas ao bairro. A forte concentração de chineses no setor começou a diminuir quando uma parte dos membros da comunidade escolheram se instalar nos subúrbios de Montreal. Mesmo assim, o enclave continuou seu desenvolvimento no fim da década de 1990, quando iniciou-se a liberalisação econômica chinesa e a devolução de Hong Kong à China. Negociantes receosos do controle chinês sobre Hong Kong transferiram seus capitais ao Canada colaborando com os projetos do Quartier chinois. Por último, um segundo bairro chinês surgiu em Brossard, onde vinte por cento da população declarava ser de origem chinesa.

## Comércio e instituições
O bairro comporta vários armazéns, restaurantes e lojas especializadas por exemplo na alimentação e na culinária chinesa. Além disso, encontram-se também lojas especializadas na culinária do Vietnã. O bairro é geralmente movimentado, e achar um local para estacionar é difícil.
Além de suas atividades econômicas na região, a Chinatown de Montreal participa da aproximação dos laços comunitários. Escritórios locais de inúmeros jornais, organizações e associações chinesas no Quebec estão instalados nos imóveis do bairro. Nas vizinhanças do bairro se encontra também a maior escola chinesa de Montreal com aproximadamente 1500 alunos, bem como a igreja da missão católica chinesa. O governo canadense investiu na instalação de um hospital chinês e de um novo centro comunitário, que oferece uma gama variada de exibições e programas culturais.
Devido a sua posição geográfica no distrito de Ville-Marie, a Chinatown recebe muitos turistas. Alguns de seus restaurantes tem muita reputação e atraem visitantes de negócios dos centros de convenções adjacentes: o Palácio de congressos de Montreal e o Centro mundial de comércio de Montreal.

## Portões
A China ofereceu à cidade de Montreal dois portões que ornamentam o boulevard Saint-Laurent, no cruzamento com o boulevard René-Lévesque e com o da rue Viger.